# Fortkerk
De Fortkerk is een kerk van de Verenigde Protestantse Gemeente en bevindt zich op het binnenhof van Fort Amsterdam in Willemstad, Curaçao. De kerk is in 1769 gebouwd, en is nog steeds in gebruik. In het souterrain bevindt zich een museum. De Fortkerk staat op de Werelderfgoedlijst van de UNESCO.

## Geschiedenis
In 1635, na de verovering van het eiland Curaçao door de West-Indische Compagnie, begon de constructie van Fort Amsterdam. Het volgende jaar werd een houten Nederduits Gereformeerde kerk gebouwd. In 1707 werd op kaarten een stenen kerk aangegeven op de binnenplaats. In 1766 werd besloten de huidige kerk te bouwen voor het garnizoen, en in 1769 werd de kerk ingewijd.
In 1804 werd Curaçao veroverd door het Verenigd Koninkrijk. In de buitenmuur van de kerk is nog een gat met kanonskogel te zien. Het gebouw van de Lutherse Kerk, de andere protestantse denominatie, werd verwoest door brand. Er werd besloten dat de Hervormden en de Luthersen gezamenlijk met wisselbeurten gebruik konden maken van de Fortkerk. In 1807 keerden de Britten weer terug, en werd besloten dat de Luthersen om 07:30 van de kerk gebruik konden maken, de Hervormden om 10:00, en de Anglicaanse Kerk om 12:30. De Lutherse kerk vond het voorstel onacceptabel, en hield dienst in hun pastorie. In 1824 fuseerden de Lutherse en de Hervormde Kerk tot de Verenigde Protestantse Gemeente van Curaçao.
In 1903 werd de achthoekige toren van de kerk vervangen door een ronde toren. In 1991 werd een grondige restauratie van de Fortkerk afgerond. In 1995 kreeg de kerk monumentenstatus. In 1997 werd het historisch centrum van Willemstad inclusief de Fortkerk op de Werelderfgoedlijst van de UNESCO geplaatst.
De Fortkerk is de belangrijkste kerk van de gemeente waar elke zondag diensten worden verzorgd in het Nederlands. De mahoniehouten preekstoel en gouverneursbank dateren uit 1769, en waren ontworpen door Pieter de Mey.

## Fortkerk Museum
In het entresol van de Fortkerk boven de cisterne bevindt zich een museum. Het geeft een overzicht van de protestantse geschiedenis van Curaçao. In het museum bevindt zich de originele klok van de kerk uit 1766. Het uurwerk was gebouwd door Dirk van der Meer, en wordt beschouwd als een meesterwerk.

## Galerij

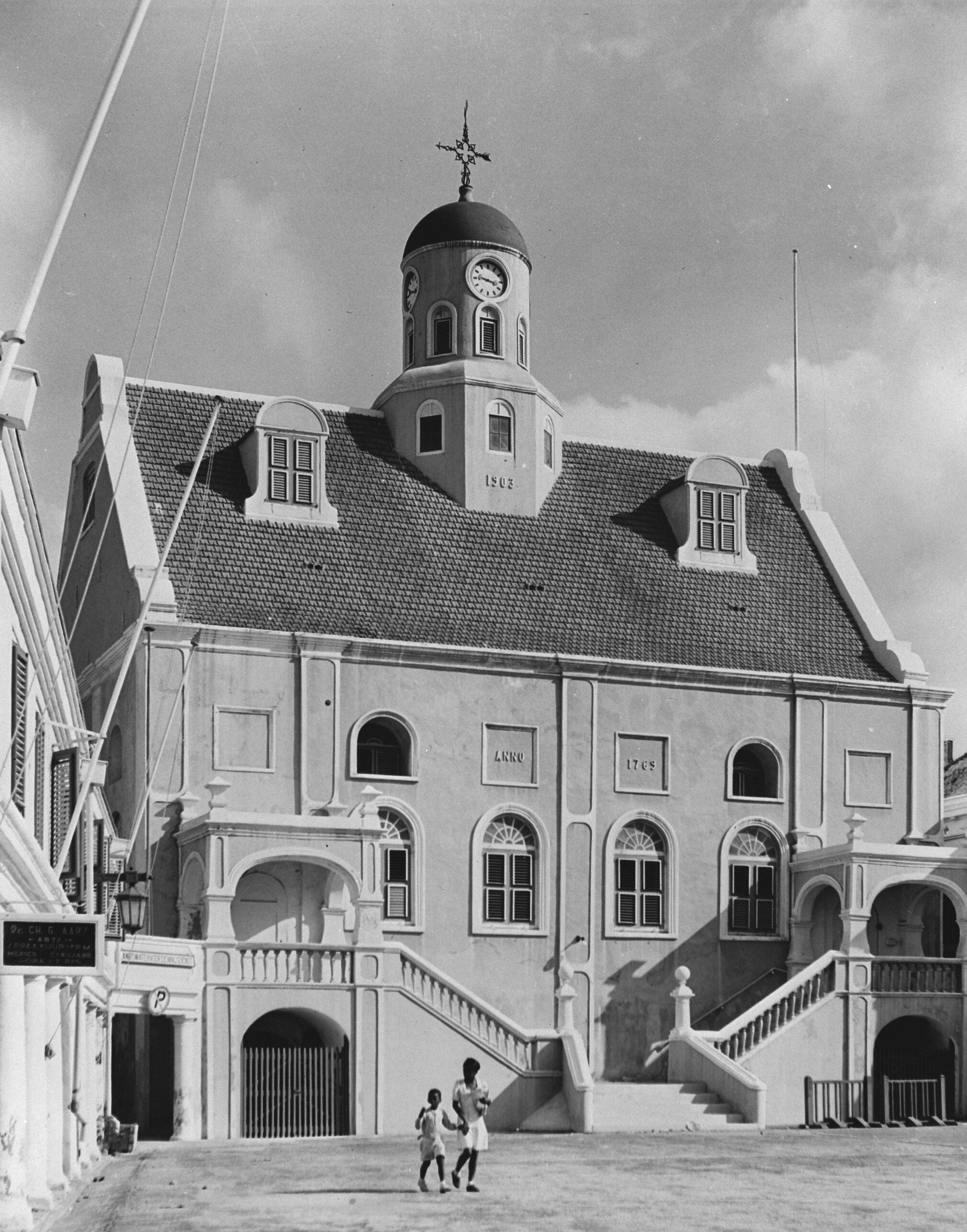
Fortkerk (1940-1945)
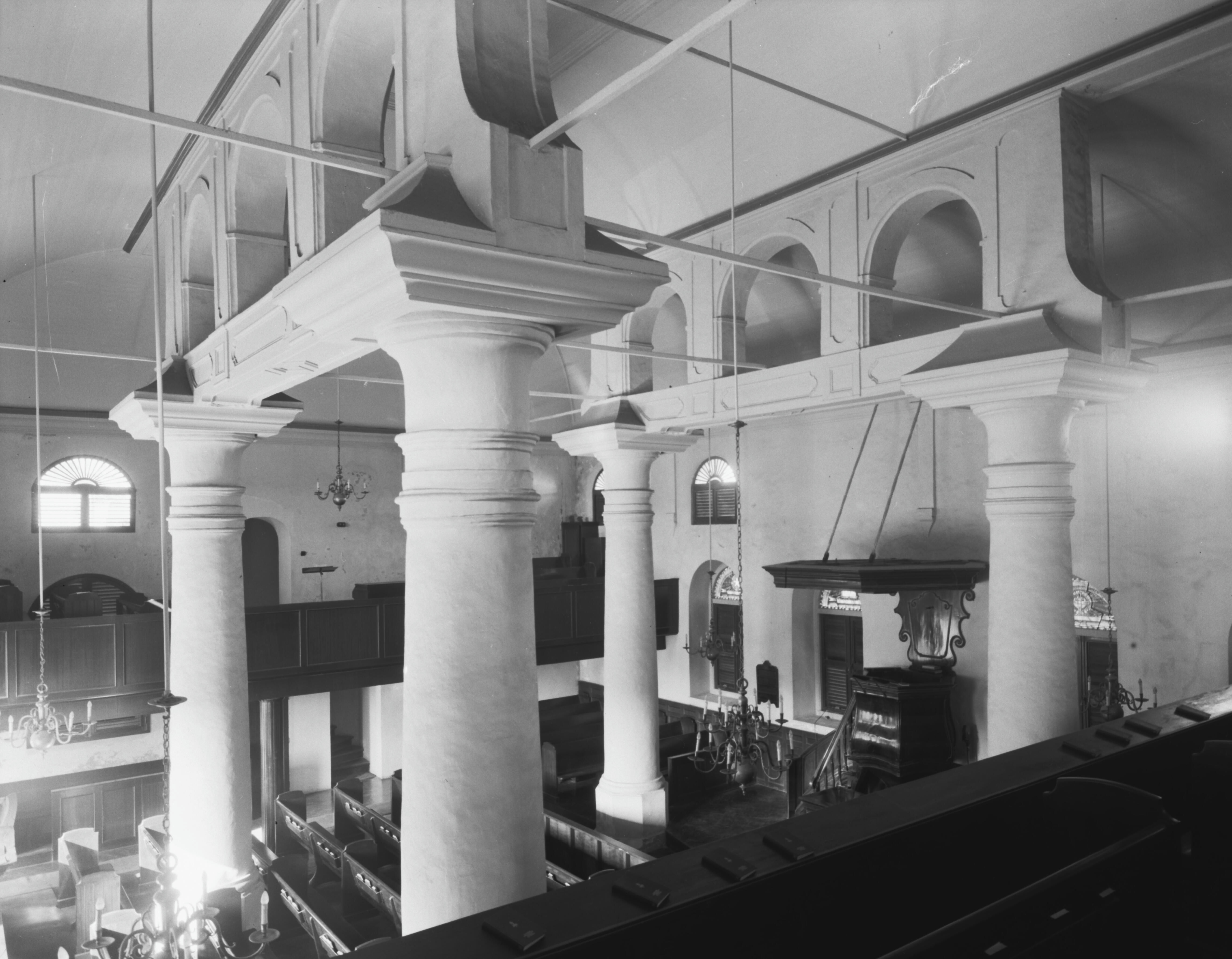
Westelijke galerij (1954)
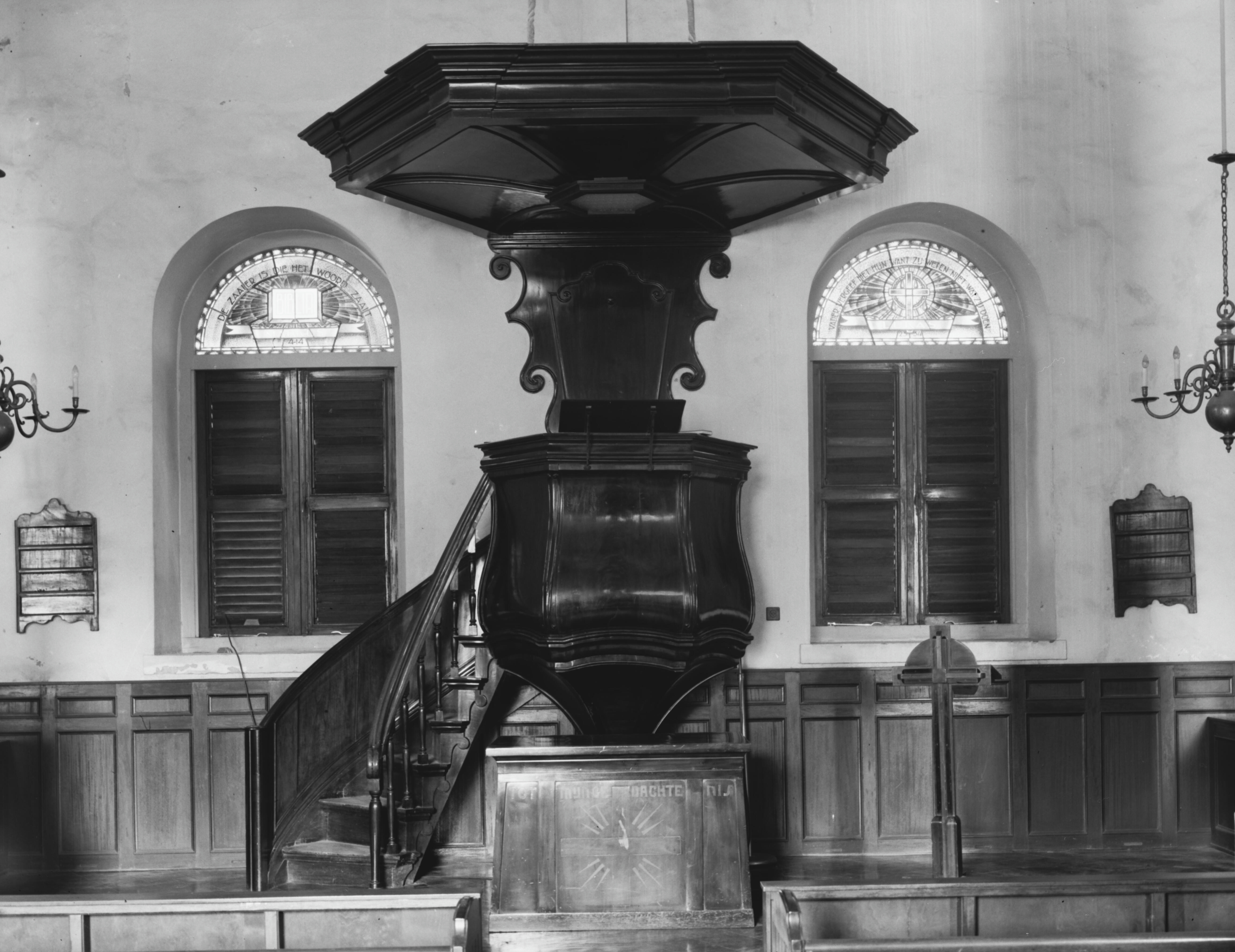
Preekstoel (1954)
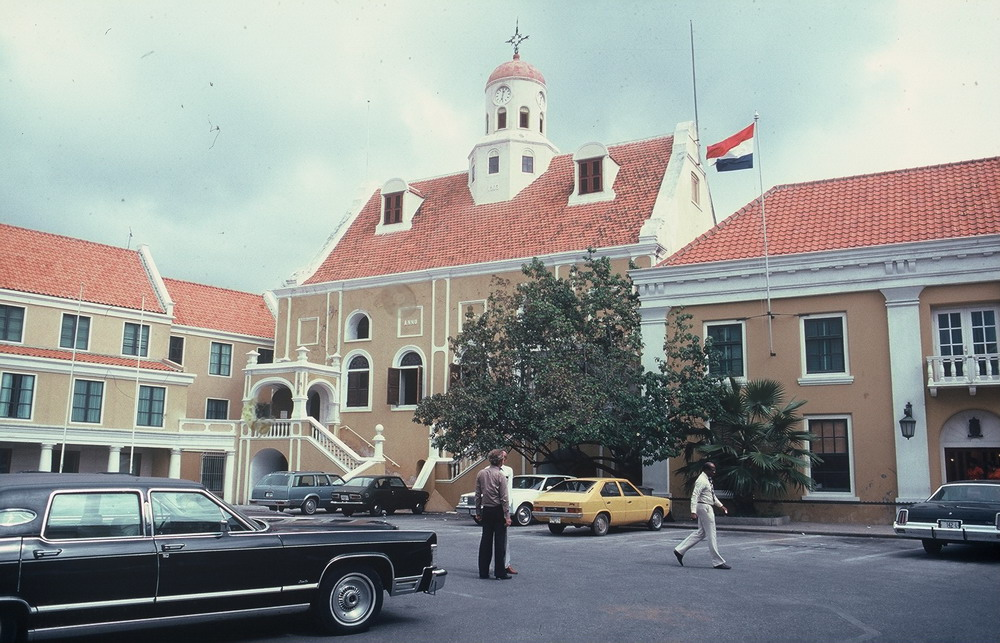
Fortkerk (1980-1983)